# Chad Michael Murray
Chad Michael Murray (Buffalo, New York, 24. kolovoza 1981.) je američki glumac, bivši model i teen idol. Njegova najpoznatija uloga je vjerojatno ona u seriji Tree Hill, u kojoj glumi mladog košarkaša Lucasa Scotta.

## Životopis
Murray je rođen u gradu Buffalo u saveznoj državi New York. Kratko vrijeme proveo je u braku s kolegicom iz Tree Hilla, Sophijom Bush, s kojom se upoznao upravo na snimanju spomenute serije. Vjenčanje je održano 16. travnja 2005., no samo pet mjeseci kasnije Sophia Bush podnijela je zahtjev za poništenje braka.
Nakon rastave, Murray se zaručio s Kenzie Dalton, koja se također nakratko pojavila u seriji Tree Hill, a u novinama je objavljeno da su se počeli viđati u prosincu 2005. godine.

### Karijera
Chad Michael Murray započeo je svoju karijeru 2000. godine u serijama Gilmoreice, Diagnosis Murder i Undressed i u njima se pojavljivao u epizodnim ulogama, s čime je nastavio i u 2001. godini kada se pojavio u popularnoj teen-seriji Dawson's Creek te u seriji Magiddo:The Omega Code 2. No, 2001. su došle i dvije uloge na velikom platnu u filmovima Murphy's Dozen i Aftermath. Godina 2003. je za njega bila uspješna: prvo se pojavio u epizodnoj ulozi u seriji CSI, u filmovima Šašavi petak s Lindsay Lohan i The Lone Ranger, a zatim je došla uloga koja ga je proslavila, ona u seriji  One Tree Hill. Godine 2004. je glumio u filmu  Pepeljugina priča s Hilary Duff, a 2005. u filmu Kuća voštanih figura u kojem je glumila i slavna Paris Hilton. Godine 2006. je glumio u filmu Home of the Brave.
Na veliko razočaranje fanova serije, ali i samih glumaca, odmah na početku sedme sezone Chad Michael Murray i kolegica Hilarie Burton odlaze iz gradića Tree Hill. Iako za ta dva lika, Peyton i Lucasa, producenti očito više nisu našli mjesta u scenariju, Chad se u jednoj epizodi okušao i iza kamera.